# Serpente venenosa

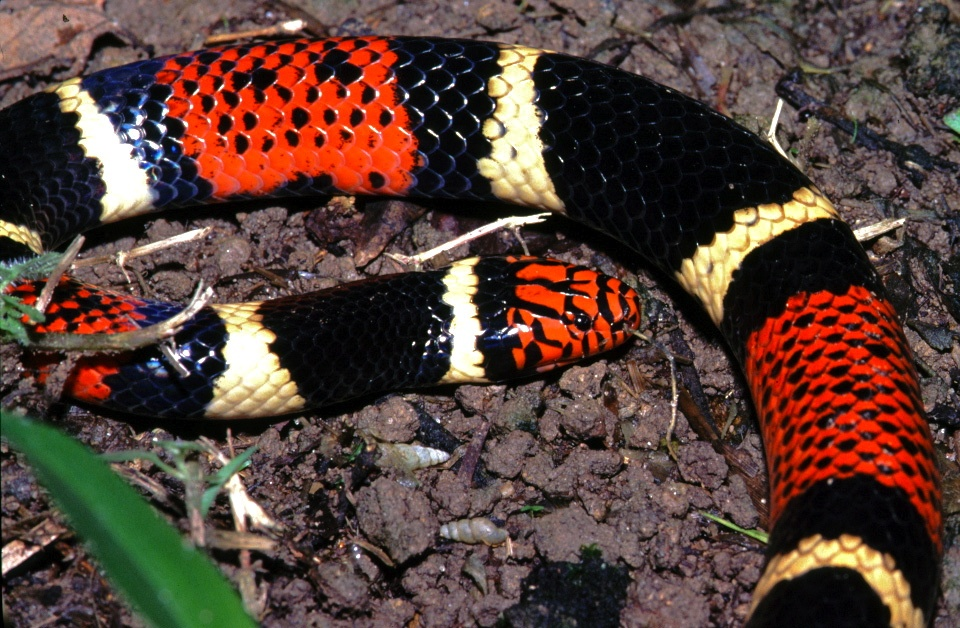
Cobra-coral-aquática

Cobras ou serpentes peçonhentas são espécies da subordem serpentes que são capazes de produzir peçonha, a qual é usada para matar presas, para defesa e para ajudar na digestão de alimentos. A toxina é tipicamente administrada por injeção usando presas ocas ou ranhuradas, embora algumas serpentes dessa subordem não possuam presas bem desenvolvidas.

## Evolução
A história evolutiva das cobras venenosas pode ser rastreada até 25 milhões de anos atrás.

### Presas
Tipos de presas de veneno em cobras:
- presas traseiras (cobra d'água comedora de caranguejo)
- presas dianteiras fixas (taipan)
- presas dianteiras articuladas (víbora do Gabão)

## Taxonomia
Não existe um grupo taxonômico único ou especial para cobras venenosas que compreenda espécies de famílias diferentes. Cerca de um quarto de todas as espécies de cobras são identificadas como venenosas.
| Família                           | Descrição |
| --------------------------------- | --- |
| Atractaspididae (atractaspidides) | Víboras de escavação, víboras de toupeira, cobras de estilete |
| Colubridae (colubrides)           | A maioria é inofensiva, mas outras possuem veneno potente e pelo menos cinco espécies, incluindo a Dispholidus typus, causaram fatalidades humanas.                          |
| Elapidae (elapides)               | Cobras marinhas, taipans, cobras marrons, cobras corais, kraits, catadores de morte, cobras tigres, mambas, cobra-rei e najas                                                |
| Viperidae (viperides)             | As verdadeiras víboras, incluindo a víbora de Russell, as víboras Saw-scaled, as sopradas e as cobra-covinhas, incluindo cascavéis, lanceheads e copperheads e cottonmouths. |